# Нерівність Бернуллі
Нерівність Бернуллі стверджує: якщо {\displaystyle x\geq -1}, то
{\displaystyle (1+x)^{n}\geq 1+nx} для всіх {\displaystyle n\in \mathbb {N} _{0}.}
Однак, узагальнена нерівність Бернуллі стверджую наступне:
- якщо {\displaystyle n\in (-\infty ;0)\cup (1;+\infty )}, то {\displaystyle (1+x)^{n}\geq 1+nx}
- якщо {\displaystyle n\in (0;1)\!\ }, то {\displaystyle (1+x)^{n}\leq 1+nx}
- при цьому рівність досягається в двох випадках: {\displaystyle \left[{\begin{matrix}\forall x\neq -1,n=0\\\forall n\neq 0,x=-1\end{matrix}}\right.}   помилка

## Доведення
Доведення {\displaystyle \forall n\in \mathbb {N} _{0}} проводиться методом математичної індукції по n. При n = 0 нерівність, очевидно, вірна. Припустимо, що вона вірна для n, доведемо це вірно для n+1:
{\displaystyle (1+x)^{n+1}=(1+x)(1+x)^{n}\geq (1+x)(1+nx)\geq (1+nx)+x=1+(n+1)x}. 

Проте наведене доведення не розповсюджується на інші {\displaystyle n\in \mathbb {R} }. Доведення узагальненої нерівності Бернуллі наведено нижче.

Розглянемо {\displaystyle f(x)=(1+x)^{n}-nx\!\ }, причому {\displaystyle x>-1,n\neq 0,n\neq 1\!\ }.

Похідна {\displaystyle f'(x)=n(1+x)^{n-1}-n=0\!\ } при {\displaystyle x=x_{0}=0\!\ }, оскільки {\displaystyle n\neq 0\!\ }.

Функція {\displaystyle f\!\ } двічі диференційовна в проколотому околі точки {\displaystyle x_{0}\!\ }. Тому {\displaystyle f''(x)=n(n-1)(1+x)^{n-2}\!\ }. Отримуємо:

- {\displaystyle f''(x)>0\!\ } ⇒ {\displaystyle f(x)\geq f(x_{0})\!\ } при {\displaystyle n\in (-\infty ;0)\cup (1;+\infty )}
- {\displaystyle f''(x)<0\!\ } ⇒ {\displaystyle f(x)\leq f(x_{0})\!\ } при {\displaystyle n\in (0;1)\!\ }

Значення функції {\displaystyle f(x_{0})=1\!\ }, відповідно, справедливі наступні твердження:
- якщо {\displaystyle n\in (-\infty ;0)\cup (1;+\infty )}, то {\displaystyle (1+x)^{n}\geq 1+nx}
- якщо {\displaystyle n\in (0;1)\!\ }, то {\displaystyle (1+x)^{n}\leq 1+nx}

Неважко помітити, що за відповідних значень {\displaystyle x_{0}=0\!\ } або {\displaystyle n=0,n=1\!\ } функція {\displaystyle f(x)=f(x_{0})\!\ }. При цьому в кінцевій нерівності зникають обмеження на {\displaystyle n\!\ }, що були задані на початку доведення, оскільки для них виконується рівність. ■ — Q.E.D.

## Зауваження
- Нерівність також справедлива для {\displaystyle x\geq -2} (при {\displaystyle n\in \mathbb {N} _{0}}), але вказане вище доведення методом математичної індукції у випадку {\displaystyle x\in \left[-2,-1\right)} не працює.

## Назва
Нерівність названа на честь швейцарського математика Якоба Бернуллі